# Bargouma-Talsperre
Die Bargouma-Talsperre ist eine Talsperre in der Region Zinder in Niger.

## Baubeschreibung
Ihr Name in der Amtssprache Französisch lautet barrage de Bargouma. Eine alternative Schreibweisen zu Bargouma ist Barégouma.
Die Bargouma-Talsperre liegt nördlich des Dorfs Bargouma im Gebiet der Landgemeinde Dakoussa, die zum Departement Takeita in der Region Zinder gehört. Sie staut ein Nebental des Trockentals Zermou, das in die Korama mündet. Der Talweg des Nebentals weist eine Länge von 34,9 km auf. Sein Einzugsgebiet ist 694,1 km² groß. Der Stausee hat ein Volumen von 400.000 m³.
Die Talsperre dient landwirtschaftlichen Zwecken.

## Geschichte
Die Bargouma-Talsperre wurde 2008 erbaut. Für die geotechnische Betreuung und Aufsicht war das Unternehmen  LEGENI S.A. aus Niamey verantwortlich. Die Errichtung erfolgte im Rahmen eines von der Afrikanischen Entwicklungsbank finanzierten Hilfsprojekts für die landwirtschaftliche Entwicklung in der Region Zinder. Das Hilfsprojekt dauerte von Januar 2003 bis Juni 2009 und kostete insgesamt 6,4 Milliarden CFA-Franc. Im Zuge des Projekts wurden weitere Talsperren realisiert: die Bakatsiraba-Talsperre, die Bani-Walki-Talsperre, die Goumda-Tambari-Talsperre, die Kassama-Talsperre und die Toumbala-Talsperre. Die genutzten ackerbaulichen Flächen bei der Bargouma-Talsperre wuchsen von zwei Hektar im Jahr 2008 auf elf Hektar im Jahr 2009.